# Митрофанова, Элеонора Валентиновна
Элеоно́ра Валенти́новна Митрофа́нова (род. 11 июня 1953, Сталинград, СССР) — российский государственный деятель, дипломат. Чрезвычайный и полномочный посол (2010).
Руководитель Россотрудничества с 19 декабря 2017 по 25 июня 2020 года.

## Биография
В 1975 году окончила Московский государственный институт международных отношений МИД СССР (МГИМО), по специальности «экономист-международник». Владеет английским, испанским и французским языками.
В 1976—1991 годах работала в научно-исследовательском институте морского транспорта «Союзморниипроект». Затем до 1993 года являлась генеральным директором юридической фирмы «Эколекс» в Москве.
Кандидат экономических наук. Автор ряда научных работ в области международных транспортных связей. Доктор экономики и менеджмента. Действительный член (академик) организации «Союз экспертов в области управления „Международная академия менеджмента“» (признанный академик собрания некоммерческой организации, профессионал по экономике стран СНГ). Член правления Ассоциации международного морского права.
В 1993—1995 годах депутат Государственной Думы I созыва от ЛДПР, член Комитета по бюджету, налогам, банку и финансам. 7 апреля 1995 года назначена Государственной Думой аудитором Счётной палаты России по предложению фракции ЛДПР. Депутатский мандат передан А.В. Кирееву.
Сфера компетенции — аудитор по контролю за государственным долгом и банковской системой. Освобождена от должности 14 февраля 2001 в связи с назначением заместителем генерального директора ЮНЕСКО.

### Первый заместитель министра иностранных дел (2003—2004)
В мае 2003 года указом президента В. В. Путина назначена первым заместителем министра иностранных дел Российской Федерации.
Курировала правозащитную проблематику, обеспечение прав соотечественников за рубежом и на международных культурных связях.
В её ведении находилась деятельность Российского центра международного и культурного сотрудничества при МИД России (Росзарубежцентр) и вновь созданного в Министерстве специального Управления по вопросам соотечественников.
Данное назначение было непосредственно связано с тем, что после упразднения Министерства по делам федерации и национальностей многие решаемые ранее в рамках этого ведомства проблемы были переданы в МИД России.
В качестве задачи декларировала защиту интересов соотечественников в странах СНГ.

### Во главеРоссийского центра международного научного и культурного сотрудничества(2004—2009)
Декларировала в качестве приоритетов: 
- общественно-политическое пространство стран СНГ и Балтии, в котором выделялись два направления: НПО соотечественников и НПО стран их пребывания".

По данному направлению инициировано проведение комплексного аналитического исследования, в результате которого получены статистические данные и актуальная социально-политическая и демографическая информация о ситуации в российских диаспорах на постсоветском пространстве.
- разработана программа по созданию «Диалог-центра» при Росзарубежцентре, который должен был стать открытой площадкой для дискуссий по актуальным проблемам сотрудничества стран СНГ с привлечением НПО, информационных, деловых и общественно-политических кругов России, государств СНГ и Балтии, а также представителей СМИ дальнего зарубежья". При поддержке МИД России велась работа по созданию и расширению инфраструктуры Росзарубежцентра в этом субрегионе. «Здесь мы готовы к сотрудничеству в рамках НПО, заменив ставшую аморфной „народную дипломатию“ на четко выстроенную „НПО-дипломатию“ как действенный механизм развития трансграничного и приграничного сотрудничества российских регионов и регионов на пространстве СНГ».
- Использование Росзарубежцентром в странах СНГ и Балтии «модульной» системы организации своих «опорных информационно-сетевых пунктов» на базе зарубежных партнерских площадок с целью продвижения российской культуры и поддержки русского языка.

За период руководства организацией открыто 15 представительств Росзарубежцентра за рубежом.

### Постоянный представитель Российской Федерации при ЮНЕСКО
Указом президента Российской Федерации от 28 января 2009 была назначена постоянным представителем Российской Федерации при ЮНЕСКО в Париже, Французская Республика. Возглавляла российское дипломатические представительство при ЮНЕСКО до 19 сентября 2016.
Руководила и входила в состав российских делегаций на сессиях Генеральной конференции (главный уставной орган Организации в составе 195 стран-членов) в 2009, 2011, 2013 и 2015, а также двадцати сессиях Исполнительного совета (рабочий орган в составе 58 стран-членов) ЮНЕСКО.
В период её деятельности во главе российской дипмиссии состоялись:
- контакты президента В. В. Путина с генеральным директором ЮНЕСКО И. Боковой: в ходе празднования в Санкт-Петербурге 250-летия Эрмитажа[9] (декабрь 2014 г.), мемориальных мероприятий в Москве по случаю 70-летия Великой Победы[10];
- визит в ЮНЕСКО российской делегации во главе с председателем Государственной Думы С. Е. Нарышкиным по случаю 60-летия вступления СССР/России в ЮНЕСКО[11];
- присвоение почетных званий ЮНЕСКО: российской теннисистке В. И. Звонарёвой — промоутер гендерного равенства ЮНЕСКО (2009)[12], певице Алсу — Артист мира ЮНЕСКО (2011)[13], французской скульптору и художнице Хедве Сер[фр.] — Артист мира ЮНЕСКО (2011)[14], общественному российскому деятелю А. В. Очировой — Посол Доброй воли ЮНЕСКО (2012 г.)[15], Народному артисту России Д. Л. Мацуеву — Посол Доброй воли ЮНЕСКО (2014 г.)[16].
- десятки конференций, концертов и выставок с участием известных российских ученых, деятелей культуры и искусства, музейных работников, космонавтов[17], журналистов и других представителей[18];
- организована поездка группы послов при ЮНЕСКО и выступление Симфонического оркестра Мариинского театра под управлением известного российского дирижёра, Артиста мира ЮНЕСКО, Валерия Гергиева в Пальмире (2015) как важное событие мировой культуры[19].

Сохраняя статус Постпреда избиралась в личном качестве на высокие руководящие должности уставных и рабочих органов ЮНЕСКО — председателя Исполнительного совета (2009—2011) и председателя Комитета всемирного наследия (2011—2012):
- Председательство в Исполнительном совете ЮНЕСКО (2009—2011):

В ходе 183-й сессии Исполнительного совета ЮНЕСКО (Париж, 23 ноября 2009) на высший выборный пост Организации — председателя Исполнительного совета избрана постоянный представитель Российской Федерации при ЮНЕСКО Э. В. Митрофанова.
Она сменила на этом посту постоянного представителя Бенина при ЮНЕСКО О. Яйи. Преемник Э. В. Митрофановой в 2011—2013 годах — Алиссандра Камминс (Барбадос).
5 октября 2011 года в ходе 187-й сессии Исполнительного совета ЮНЕСКО под председательством Э. В. Митрофановой состоялось обсуждение заявки о приеме Палестины в члены этой Организации. За проект решения, рекомендующего эту заявку очередной Генеральной конференции ЮНЕСКО, проголосовало 40 из 58 стран-членов Совета, включаю Россию. Таким образом, после утверждения данной рекомендации на 36-й сессии Генконференции (ноябрь 2011 г.) ЮНЕСКО стала первой международной организацией системы ООН, официальным членом которой стала Палестина..
Информация об общих итогах российского председательства опубликована на официальном веб-сайте Постпредства России при ЮНЕСКО
- Председательство на 36-й сессии Комитета всемирного наследия (КВН) ЮНЕСКО (2011—2012):

Ежегодная сессия КВН — рабочий орган Конвенции ЮНЕСКО об охране всемирного культурного и природного наследия 1972 года (Россия является её членом с 1988 г.).
36-я сессия Комитета (Санкт-Петербург, 24 июня — 5 июля 2012) впервые была организована в России и прошла под председательством посла Э. В. Митрофановой, возглавившей работу сессии в личном качестве.
Форум считался юбилейным, так как совпал с годом 40-летия Конвенции.
Наиболее важным для России итогом стало включение в Список всемирного наследия ЮНЕСКО очередного российского природного объекта «Природный парк „Ленские столбы“», подтверждение выдающейся универсальной ценности культурной номинации «Кремли России»
Международные эксперты провели анализ состояния сохранности объектов из Списка всемирного наследия ЮНЕСКО и Списка всемирного наследия в опасности. Комитет принял решения в отношении 10 российских объектов («Природный комплекс заповедника „Остров Врангеля“»,"Вулканы Камчатки", «Озеро Байкал», «Девственные леса Коми», «Западный Кавказ», «Золотые горы Алтая», «Кижский погост», «Исторический центр Ярославля», «Историко-культурный комплекс Соловецких островов» и «Куршская коса» (Россия, Литва)), одобрив состояние их сохранности.
3 июля председателем КВН Э. В. Митрофановой на Сенатской площади было оглашено перед мировой прессой, Санкт-Петербургское воззвание послов стран-членов Комитета всемирного наследия. Документ отразил возмущение участников сессии беспрецедентными актами вандализма, совершенными в Мали в отношении ряда уникальных африканских святилищ в г. Томбукту, внесённом Комитетом в Список всемирного наследия под угрозой накануне.
По итогам тайного голосования Комитет принял решение о включении в Список всемирного наследия под угрозой Базилики Рождества Христова и паломнического пути в Вифлееме. Объект стал первым палестинским памятником, классифицированным ЮНЕСКО, после принятия этой страны в члены Организации.
На «полях» сессии состоялись Международный молодежный форум ЮНЕСКО в Краснодаре (30 мая — 20 июня) и впервые в ЮНЕСКО — Международная молодежная модель КВН (Казань, 1-9 июля). Организован специальный Телемост «Санкт-Петербург, Ельцинская библиотека – Казань» (3 июля).
Странами-членами отмечен высочайший уровень подготовки. Организация сессии в Санкт-Петербурге названа ЮНЕСКО образцовой и наиболее удачной за всю историю проведения совещаний Комитета. Высказаны благодарности российским организаторам и лично Э. В. Митрофановой за успешную подготовку сессии, авторитетное и умелое руководство её проведением в качестве председателя.

### Деятельность в качестве Посла по особым поручениям МИД России
Круглый стол «Языковая политика РФ и положение русского языка в мире», Москва, ноябрь 2017 г..
Назначение российской певицы Зары Артистом мира ЮНЕСКО (2016) (Париж, 5 декабря 2016 г.).
Заседание Попечительского и Административного Советов Республиканского Фонда возрождения памятников истории и культуры Республики Татарстан под председательством М. Ш. Шаймиева. Казань, март 2017 г.
Презентация Ансамбля Игоря Моисеева в ЮНЕСКО (Париж, 22 марта 2017 г.)
Расширенное заседание президиума Международной ассоциации преподавателей русского языка и литературы (МАПРЯЛ) (Париж, 15 сентября 2017 г.) по случаю 50-летия организации.
Комментарий для РИА-Новости в связи с решением США и Израиля о выходе из ЮНЕСКО (12.10.2017 г.)

### Деятельность в качестве руководителя Россотрудничества
«Приоритетом будут страны СНГ во всех аспектах: и развитие культурного сотрудничества, и расширение преподавания русского языка, подготовка преподавателей русского языка»…, нужно «создавать диалоговые площадки в странах, где у нас есть сложности во взаимоотношениях». На данном посту реализовала все поставленные задачи, преподавание русского языка заняло приоритетное место во всех странах СНГ.
Указом президента Российской Федерации 25 июня 2020 года освобождена от занимаемой должности руководителя Федерального агентства по делам Содружества Независимых Государств, соотечественников, проживающих за рубежом, и по международному гуманитарному сотрудничеству.

### Посол в Болгарии
С 15 января 2021 года — чрезвычайный и полномочный посол Российской Федерации в Болгарии
За время её работы отношения посольства и властей Болгарии ухудшились:
- весной 2021 года была вскрыта связанная с российскими спецслужбами сеть действующих и отставных болгарских военных из числа сотрудников министерства обороны и военной разведки. Тогда были высланы два руководивших сетью российских дипломата[45].
- После начала российского вторжения на Украину в видеопоздравлении болгарам по поводу Дня освобождения от османского ига Митрофанова сравнила русско-турецкую войну 1877-78 годов с действиями России против «нацистского киевского режима», а позже в интервью российскому телеканалу «Россия 24» утверждала, что болгарский народ не поддерживает «ни риторику, ни действия своего правительства против России»[46].
- в марте Болгария выслала десять российских дипломатов, причастных к «управлению гибридными атаками»,
- В конце июня премьер-министр Кирил Петков объявил, что болгарские службы определили группу российских дипломатических лиц как «людей, во многом связанных с российскими спецслужбами и действовавших вопреки интересам нашей страны». Последовавший затем ультиматум посольства — отозвать данное решение до полудня 1 июля или взять на себя ответственность за возможное закрытие российского посольства в Софии премьер с негодованием отверг. 3 июля софийский аэропорт «Враждебна» разрешил посадку двум российским правительственным «ИЛ-96», которые взяли на борт около 180 россиян — 70 высылаемых из Болгарии дипломатических и технических сотрудников российских дипведомств, а также членов их семей и домашних питомцев. Один из отъезжавших позировал фотографам в майке с изображением российского президента, его фамилией и цитатой: «Россия — страна, которая никого не боится».
- Почти одновременно с сообщением о высылке персонала посольства в Софии на его странице в фейсбуке появилось позже удалённое объявление с указанием реквизитов для болгар по сбору средств для «оказания помощи военнослужащим-участникам вторжения России на Украину. Пожертвования предлагалось направлять через три подсанкционных российских банка — Промсвязьбанк, Сбербанк и Банк ВТБ.

После вынесения вотума недоверия премьер-министру Петкову, он назвал Элеонору Митрофанову среди тех, кого считает виновным в лишении должности. Министр обороны Драгомир Заков обвинял Митрофанову в неуважении Болгарии. По состоянию на 2022 год согласно соцопросам число сторонников союза Болгарии с НАТО и ЕС превышало сторонников союза с Россией (39 % против 23 %). 60 % болгар не одобряли политику России в Украине; 23,3 % скорее одобряли.

## Дипломатический ранг
Чрезвычайный и полномочный посол (9 февраля 2010)

## Семья
Замужем, имеет трёх сыновей и дочь.
Брат — российский политик Алексей Митрофанов.

## Награды
- Орден Александра Невского (12 мая 2023) — за большой вклад в реализацию внешнеполитического курса Российской Федерации и многолетнюю добросовестную дипломатическую службу[50].
- Орден Почёта (13 сентября 2013) — за большой вклад в реализацию внешнеполитического курса Российской Федерации и многолетнюю добросовестную работу[51][52].
- Орден Дружбы (11 апреля 2003) — за большие достижения в упрочении позиций Российской Федерации в ЮНЕСКО в области образования, науки и культуры[53].
- Медаль ордена «За заслуги перед Отечеством» II степени (25 августа 2008) — за большой вклад в подготовку и проведение Года России в Китае и Года Китая в России[54].
- Знак отличия «За безупречную службу» XX лет (27 декабря 2018) — за большой вклад в реализацию внешнеполитического курса Российской Федерации и многолетнюю безупречную государственную службу[55].
- Орден «Дуслык» (Татарстан, 2017)[56]
- Почётная грамота Правительства Российской Федерации (24 апреля 2008) — за активную и плодотворную работу в деле пропаганды русского языка, русской литературы и культуры[57]
- Лауреат Национальной премии общественного признания достижений женщин «Олимпия» Российской Академии бизнеса и предпринимательства[58] в 2003 г.
- Орден Святой Царицы Милицы — Преподобной Евгении (Сербская православная церковь, 2018)[59]